# 가디언즈 오브 갤럭시의 수상 및 후보 목록
《가디언즈 오브 갤럭시》(Guardians of the Galaxy)는 마블 코믹스의 동명의 팀을 소재로 한 2014년 공개된 슈퍼히어로 영화로, 제임스 건이 감독을 맡았다. 주요 출연자로는 크리스 프랫, 조 샐다나, 데이브 바티스타, 빈 디젤, 브래들리 쿠퍼, 마이클 루커, 캐런 길런, 자이먼 혼수, 존 C. 라일리, 글렌 클로스, 베니치오 델 토로 등이 있다.

## 수상 및 후보 목록
| 연도 | 상                                           | 부문                                                            | 부문                                                       | 결과 | 출처   |
| ---- | -------------------------------------------- | --------------------------------------------------------------- | ---------------------------------------------------------- | ---- | ------ |
| 2014 | 시네마콘 어워드                              | Breakthrough Performer of the Year                              | 크리스 프랫                                                | 수상 | [ 1 ]  |
| 2014 | 디트로이트 영화 비평가 협회                  | Best Ensemble                                                   | 《가디언즈 오브 갤럭시》                                   | 수상 | [ 2 ]  |
| 2014 | 제18회 할리우드 영화제                       | Hollywood Blockbuster Award                                     | 《가디언즈 오브 갤럭시》                                   | 수상 | [ 3 ]  |
| 2014 | 영 할리우드 어워드                           | Super Superhero                                                 | 크리스 프랫                                                | 후보 | [ 4 ]  |
| 2015 | 제20회 크리틱스 초이스 어워드                | Best Action Movie                                               | 《가디언즈 오브 갤럭시》                                   | 수상 | [ 5 ]  |
| 2015 | 제20회 크리틱스 초이스 어워드                | Best Actor in an Action Movie                                   | 크리스 프랫                                                | 후보 | [ 5 ]  |
| 2015 | 제20회 크리틱스 초이스 어워드                | Best Actress in an Action Movie                                 | 조 샐다나                                                  | 후보 | [ 5 ]  |
| 2015 | 제20회 크리틱스 초이스 어워드                | Best Makeup                                                     | 데이비드 화이트                                            | 수상 | [ 5 ]  |
| 2015 | 제20회 크리틱스 초이스 어워드                | Best Visual Effects                                             | 스테퍼니 세러티                                            | 후보 | [ 5 ]  |
| 2015 | 제20회 엠파이어 어워드                       | Best Female Newcomer                                            | 캐런 길런                                                  | 수상 | [ 6 ]  |
| 2015 | 제20회 엠파이어 어워드                       | Best Sci-Fi/Fantasy                                             | 《가디언즈 오브 갤럭시》                                   | 후보 | [ 6 ]  |
| 2015 | 제57회 그래미상                              | Best Compilation Soundtrack for Visual Media                    | Guardians of the Galaxy: Awesome Mix Vol. 1                | 후보 | [ 7 ]  |
| 2015 | 메이크업 아티스트와 헤어 스타일리스트 조합상 | Best Contemporary Hair Styling in Feature Length Motion Picture | 엘리자베스 야니조르주                                      | 후보 | [ 8 ]  |
| 2015 | 메이크업 아티스트와 헤어 스타일리스트 조합상 | Best Contemporary Make-Up in Feature Length Motion Picture      | 엘리자베스 야니조르주                                      | 수상 | [ 8 ]  |
| 2015 | 메이크업 아티스트와 헤어 스타일리스트 조합상 | Best Special Make-Up Effects in Feature Length Motion Picture   | 데이비드 화이트                                            | 수상 | [ 8 ]  |
| 2015 | 제41회 피플스 초이스 어워드                  | Favorite Movie                                                  | 《가디언즈 오브 갤럭시》                                   | 후보 | [ 9 ]  |
| 2015 | 제41회 피플스 초이스 어워드                  | Favorite Action Movie                                           | 《가디언즈 오브 갤럭시》                                   | 후보 | [ 9 ]  |
| 2015 | 제41회 피플스 초이스 어워드                  | Favorite Action Movie Actress                                   | 조 샐다나                                                  | 후보 | [ 9 ]  |
| 2015 | 2015년 MTV 무비 어워드                       | Movie of the Year                                               | 《가디언즈 오브 갤럭시》                                   | 후보 | [ 10 ] |
| 2015 | 2015년 MTV 무비 어워드                       | Best Male Performance                                           | 크리스 프랫                                                | 후보 | [ 10 ] |
| 2015 | 2015년 MTV 무비 어워드                       | Best On-Screen Duo                                              | 브래들리 쿠퍼, 빈 디젤                                     | 후보 | [ 10 ] |
| 2015 | 2015년 MTV 무비 어워드                       | Best Shirtless Performance                                      | 크리스 프랫                                                | 후보 | [ 10 ] |
| 2015 | 2015년 MTV 무비 어워드                       | Best Musical Moment                                             | 크리스 프랫                                                | 후보 | [ 10 ] |
| 2015 | 2015년 MTV 무비 어워드                       | Best Comedic Performance                                        | 크리스 프랫                                                | 후보 | [ 10 ] |
| 2015 | 2015년 MTV 무비 어워드                       | Best On-Screen Transformation                                   | 조 샐다나                                                  | 후보 | [ 10 ] |
| 2015 | 2015년 MTV 무비 어워드                       | Best Hero                                                       | 크리스 프랫                                                | 후보 | [ 10 ] |
| 2015 | 제19회 새틀라이트 어워드                     | Best Visual Effects                                             | 스테퍼니 세러티                                            | 후보 | [ 11 ] |
| 2015 | 피닉스 영화 비평가 협회                      | Top 10 Films of the Year                                        | 《가디언즈 오브 갤럭시》                                   | 수상 | [ 12 ] |
| 2015 | 피닉스 영화 비평가 협회                      | Best Ensemble Acting                                            | 《가디언즈 오브 갤럭시》                                   | 후보 | [ 12 ] |
| 2015 | 피닉스 영화 비평가 협회                      | Best Live Action Family Film                                    | 《가디언즈 오브 갤럭시》                                   | 후보 | [ 12 ] |
| 2015 | 피닉스 영화 비평가 협회                      | Best Visual Effects                                             | 스테퍼니 세러티                                            | 후보 | [ 12 ] |
| 2015 | 피닉스 영화 비평가 협회                      | Best Picture                                                    | 《가디언즈 오브 갤럭시》                                   | 후보 | [ 13 ] |
| 2015 | 피닉스 영화 비평가 협회                      | Best Poster                                                     | 《가디언즈 오브 갤럭시》                                   | 후보 | [ 13 ] |
| 2015 | 미술 감독 조합상                             | Excellence in Production Design for a Fantasy Film              | 찰스 우드                                                  | 수상 | [ 14 ] |
| 2015 | 2014 미국 작가 조합상                        | Best Adapted Screenplay                                         | 제임스 건, 니콜 펄먼                                       | 후보 | [ 15 ] |
| 2015 | 제68회 영국 아카데미 영화상                  | Best Special Visual Effects                                     | 스테퍼니 세러티, 폴 코볼드, 조너선 포크너, 니컬러스 애서디 | 후보 | [ 16 ] |
| 2015 | 제68회 영국 아카데미 영화상                  | Best Makeup and Hair                                            | 엘리자베스 야니조르주, 데이비드 화이트                     | 후보 | [ 16 ] |
| 2015 | 제87회 아카데미상                            | 시각효과상                                                      | 스테퍼니 세러티, 폴 코볼드, 조너선 포크너, 니컬러스 애서디 | 후보 | [ 17 ] |
| 2015 | 제87회 아카데미상                            | 분장상                                                          | 엘리자베스 야니조르주, 데이비드 화이트                     | 후보 | [ 17 ] |
| 2015 | 제41회 새턴 어워드                           | Best Comic-to-Film Motion Picture                               | 《가디언즈 오브 갤럭시》                                   | 수상 | [ 18 ] |
| 2015 | 제41회 새턴 어워드                           | Best Director                                                   | 제임스 건                                                  | 수상 | [ 18 ] |
| 2015 | 제41회 새턴 어워드                           | Best Writing                                                    | 제임스 건, 니콜 펄먼                                       | 후보 | [ 18 ] |
| 2015 | 제41회 새턴 어워드                           | Best Actor                                                      | 크리스 프랫                                                | 수상 | [ 18 ] |
| 2015 | 제41회 새턴 어워드                           | Best Editing                                                    | 프레드 래스킨, 크레이그 우드, 휴스 윈본                    | 후보 | [ 18 ] |
| 2015 | 제41회 새턴 어워드                           | Best Production Design                                          | 찰스 우드                                                  | 후보 | [ 18 ] |
| 2015 | 제41회 새턴 어워드                           | Best Costume                                                    | 알렉산드라 번                                              | 후보 | [ 18 ] |
| 2015 | 제41회 새턴 어워드                           | Best Make-up                                                    | 엘리자베스 야니조르주, 데이비드 화이트                     | 수상 | [ 18 ] |
| 2015 | 제41회 새턴 어워드                           | Best Special Effects                                            | 스테퍼니 세러티, 폴 코볼드, 조너선 포크너, 니컬러스 애서디 | 후보 | [ 18 ] |